# Governadoria-geral das Estepes

Gubernias da Ásia Central da Rússia no início do século XX:
Aqmola
Semipalatinsk
Semirechye

Governadoria-geral das Estepes (em russo:  Степное генерал-губернаторство) ou Território das Estepes (em russo:  Степной край) foi uma governadoria-geral do Império Russo, que existiu de 1882 a 1918. Estava localizada no território do moderno do Cazaquistão Oriental, bem como na Rússia e no Quirguistão. O centro administrativo era a cidade de Omsk.

## História
A Governadoria-geral das Estepes foi estabelecida por Decreto Imperial ao Senado Governante como parte dos Territórios de Aqmola, Semipalatinsk.
O cargo de Assistente do Governador-Geral das Estepes não foi estabelecido.
A Governadoria-geral das Estepes foi formada em 1882 por iniciativa do Ministro da Guerra, Piotr Semionovich Vannovski, devido à necessidade de unir os territórios do Império Russo que faziam fronteira com a China em uma governadoria-geral. Com a formação da Governadoria-geral das Estepes, a Governadoria-geral da Sibéria Ocidental foi abolida, de onde foram transferidos os oblasts de Aqmola e Semipalatinsk. O terceiro oblast, que se tornou parte da noca governadoria-geral, foi Semirechie, anteriormente subordinado a Governadoria-geral do Turquestão.
O Governador-geral do Território das Estepes era simultaneamente o comandante do Distrito militar de Omsk e o Ataman do Exército cossaco da Sibéria.
Em 1899, o Oblast de Semirechie foi devolvido a Governadoria-geral do Turquestão.

## Administração

### Governador-Geral
| Militar                            | Título, classificação, classificação | Período                  |
| ---------------------------------- | ------------------------------------ | ------------------------ |
| Kolpakovski Gerasim Alekseevich    | General da Infantaria                | 25/05/1882 - 24/10/18889 |
| Taube Maxim Antonovich             | Barão, General de Cavalaria          | 10.24.1889 - 07.07.1900  |
| Sukhotin Nikolai Nikolaevich       | Tenente-General                      | 14/04/1901 - 25/04/1906  |
| Nadarov Ivan Pavlovich             | General de Cavalaria                 | 25/04/1906 - 06/08/1908  |
| Schmit Eugene Ottovich             | General de Cavalaria                 | 08/06/1908 - 24/05/1915  |
| Nikolai Alexandrovich, Sukhomlinov | Tenente-General                      | 24/05/1915 - 01/03/1917? |

### Comissário do Governo Provisório para o Território das Estepes
| Comissário                     | Festa                                                   | Período                 |
| ------------------------------ | ------------------------------------------------------- | ----------------------- |
| Novoselov Alexander Efremovich | revolucionário socialista (socialistas-revolucionários) | 08/03/1917 - 20/09/1918 |

## Literatura
Galeria do Governador: Governadores-Gerais da Sibéria Ocidental e do Território das Estepes, 1819-1917. Presidentes do Comitê Executivo Regional de Omsk, 1917-1989. I.P. Shikhatov. Edição “Heritage. Diálogo na Sibéria. Omsk 2000.